# Jacob Holzklau
Heinrich Jacob Holzklau, auch Heinrich Jakob Holzklau  (* 22. April 1806 in Siegen; † 2. Dezember 1866 ebenda), war ein deutscher Lederfabrikant und Politiker.
Holzklau war Lederfabrikant und Gerbereibesitzer in Siegen. Am 7. August 1849 wurde er als einer der elf Mitglieder der ersten Handelskammer Siegen gewählt und blieb langjährig Kammermitglied.
Er war kommunalpolitisch in der Stadt Siegen tätig und dort Beigeordneter. 1847 war er Mitglied des Ersten Vereinigten Landtags. 1860 bis 1865 gehörte er für den Wahlbezirk Herzogtum Westfalen und die Stadt Siegen dem Provinziallandtag der Provinz Westfalen an.